# Masatopes sicardi
Masatopes sicardi là một loài bọ cánh cứng trong họ Cerambycidae.